# Pseudosclerococcum
Pseudosclerococcum is een monotypisch geslacht van korstmossen behorend tot de familie Byssolomataceae. De typesoort Pseudosclerococcum golindoi.